# Sisikon
Sisikon ist eine Einwohnergemeinde im Schweizer Kanton Uri.

## Geographie
Sisikon liegt am Ostufer des Urnersees auf dem Delta des Riemenstaldnerbaches. Im Norden grenzt Sisikon an die Schwyzer Gemeinden Morschach und Riemenstalden, im Süden an die Urner Gemeinden Flüelen und Bürglen.
Das Dorf wird von markanten Voralpengipfeln überragt: dem Fronalpstock im Nordosten sowie der Kaiserstockkette im Südosten mit dem äussersten Gipfel Rophaien über Sisikon. Gegen Westen ist die Sicht vom Dorf aus offen über den See auf die Gletscherpyramide des Urirotstocks, auf die Berge über dem See wie zum Beispiel den Oberbauenstock, zu den Ortschaften Bauen und Seelisberg und zur Rodungssiedlung Rütli.
Dank des milden Klimas gedeihen in Sisikon Feigen und Kiwis.
Nur 20 Hektar oder 1,2 % der Gemeinde sind Siedlungsfläche. Davon sind 8 Hektar Gebäudeareal sowie 10 Hektar Verkehrsfläche. Umfangreicher ist die Landwirtschaftsfläche mit 504 Hektar oder einem Anteil von 30,9 %. Darunter liegen grosse Alpgebiete, die eine Fläche von 428 Hektar bedecken. Dagegen sind nur 73 Hektar Wies- und Ackerland. 717 Hektar oder 44,0 % sind von Wald und Gehölz bedeckt. Der Rest des Gemeindegebiets, 388 Hektar oder 23,8 %, ist unproduktives Gebiet. Es handelt sich fast ausschliesslich um vegetationslose Flächen (Hochgebirge) oder Gebiete mit unproduktiver Vegetation (hochalpine Vegetation).

## Bevölkerung
| Bevölkerungsentwicklung | Bevölkerungsentwicklung |
| Jahr                    | Einwohner               |
| ----------------------- | ----------------------- |
| 1850                    | 245                     |
| 1860                    | 197                     |
| 1870                    | 243                     |
| 1880                    | 841                     |
| 1888                    | 291                     |
| 1900                    | 274                     |
| 1920                    | 340                     |
| 1930                    | 318                     |
| 1941                    | 435                     |
| 1950                    | 335                     |
| 1960                    | 336                     |
| 1970                    | 309                     |
| 1990                    | 319                     |
| 2000                    | 350                     |
| 2010                    | 393                     |

In den 1850er Jahren kam es zu einer ersten Abwanderungswelle, die jedoch im darauffolgenden Jahrzehnt wettgemacht werden konnte. Die Rekordzahl von 841 Bewohnern im Jahr 1880 ist auf den Bau der Gotthardbahnlinie zurückzuführen. Insgesamt führte der Bahnanschluss zu einer Bevölkerungszunahme (1870–1888: +19,8 %). Danach setzte bis zur Jahrhundertwende ein geringer Rückgang der Bewohnerzahl ein. Zwischen 1900 und 1941 wuchs die Einwohnerzahl stark an (1900–1941: +58,8 %). In den 1940er Jahren gab es dann eine zweite Abwanderungswelle (1941–1950: −23,0 %). In den 1950er Jahren blieb die Zahl der Bewohner stabil. Zwischen 1960 und 1970 wanderte nochmals ein Teil der Einwohner ab. Insgesamt verlor Sisikon zwischen 1941 und 1970 126 Einwohner (oder 29,0 %). Seither hat ein beständiges Wachstum eingesetzt. Zwischen 1970 und 1990 war es mässig, seither stark (1970–2005: +26,2 %).

### Sprachen
Die Bevölkerung spricht eine höchstalemannische Mundart. Fast die gesamte Einwohnerschaft spricht als tägliche Umgangssprache Deutsch. Bei der letzten Volkszählung im Jahr 2000 gaben 96,00 % Deutsch, 1,43 % Italienisch und 1,14 % Serbokroatisch als Hauptsprache an.

### Religionen – Konfessionen
Die Bevölkerung bestand früher vollumfänglich aus Mitgliedern der römisch-katholischen Kirche. Die Konfessionsverhältnisse im Jahr 2000 lassen immer noch die ursprüngliche Struktur erkennen. 306 Personen waren katholisch (87,43 %). Daneben gab es 5,43 % evangelisch-reformierte und 3,14 % orthodoxe Christen und 1,71 % Konfessionslose. Acht Personen (2,29 %) machten keine Angaben zu ihrem Glaubensbekenntnis.

### Herkunft – Nationalität
Ende des Jahres 2018 waren von 370 Bewohnern 289 (78,10 %) Schweizer Staatsangehörige. Die Zugewanderten stammen mehrheitlich aus Mitteleuropa (Österreich, Niederlande und Deutschland), dem früheren Jugoslawien, Lettland und Sri Lanka. Bei der Volkszählung 2000 waren 318 Personen (90,86 %) Schweizer Bürger; davon besassen 15 Personen die doppelte Staatsbürgerschaft.

### Altersstruktur
Die Gemeinde zählt einen hohen Anteil an jüngeren Bewohnern. Der Anteil der Personen unter zwanzig Jahren von 27,14 % der Ortsbevölkerung liegt deutlich über dem Anteil der Personen im Seniorenalter (60 Jahre und älter; 18 %). Dies ist auf das Wachstum der Einwohnerzahl seit 1970 zurückzuführen. Die Zuwanderung junger Menschen hat zu mehr Geburten geführt, so dass sich die Einwohnerschaft (statistisch) verjüngt.
Bei der letzten Volkszählung im Jahr 2000 ergab sich folgende Altersstruktur:
| Alter  | 0–6 Jahre | 7–15 Jahre | 16–19 Jahre | 20–29 Jahre | 30–44 Jahre | 45–59 Jahre | 60–79 Jahre | 80 Jahre und mehr |
| Anzahl | 29        | 50         | 16          | 52          | 78          | 62          | 51          | 12                |
| Anteil | 8,29 %    | 14,29 %    | 4,57 %      | 14,86 %     | 22,29 %     | 17,71 %     | 14,57 %     | 3,43 %            |

## Politik

### Legislative
Die Gemeindeversammlung bildet die Legislative. Sie tritt meistens zweimal jährlich zusammen.

### Exekutive
Der siebenköpfige Gemeinderat bildet die Exekutive. Er ist nebenamtlich tätig. Gemeindepräsident ist Timotheus Abegg (Stand 2021).

## Wirtschaft
Im Jahr 2005 gab es 12 Landwirtschaftsbetriebe, die 24 Arbeitsstellen anboten. Industrie und Gewerbe beschäftigten in 4 Arbeitsstätten 11, der Dienstleistungsbereich in 16 Betrieben 90 Personen (Beschäftigung auf Vollzeitstellen umgerechnet). Die Volkszählung 2000 ergab 10 Landwirtschafts- und Forstbetriebe mit 30 Beschäftigten. Die Betriebszählung 2001 kam auf 6 Industrie- und Gewerbebetriebe mit 16 und 19 Dienstleistungsunternehmen mit 80 Beschäftigten.  Von den im Jahr 2000 181 erwerbstätigen Personen Sisikons arbeiteten nur 66 (36,46 %) in der eigenen Gemeinde. Insgesamt bot der Ort 105 Menschen Arbeit an, von denen 66 (62,86 %) Einheimische waren.

### Verkehr
Zwei Hauptverkehrsadern durchschneiden das Dorf: die Gotthardbahnlinie und die Nationalstrasse A4,  besser bekannt unter dem Namen Axenstrasse. Die beiden Verkehrswege sind  gleichzeitig Fluch und Segen des Dorfes: Einerseits sorgen sie für eine  exzellente Anbindung an den Rest der Welt, anderseits wird das Dorf von Lärm, Abgasen und hoher Unfallgefahr geplagt.
Baugeschichte:  Die Eröffnung der Gotthardpassstrasse  im Jahre 1830 brachte einen starken Anstieg des alpenquerenden Verkehrs. Just in  diese Zeit fiel der Beginn des Dampfschiff-Zeitalters auf dem Vierwaldstättersee. So wurden denn sämtliche Lasten und Passagiere von Brunnen und Luzern her über den See transportiert. Bald schon vermochte diese  schwerfällige Transportform im Güterverkehr nicht mehr zu genügen, weshalb immer lautere Stimmen den Bau einer Strasse von Brunnen über Sisikon nach Flüelen forderten. 1862 begannen die Bauarbeiten, 1864 wurde der erste Abschnitt des Axenstrasse genannten Werks eingeweiht, 1865 war sie durchgehend befahrbar.
1871 wurden mit der Gründung der Gotthardbahn-Gesellschaft die Weichen für eine weitere Verkehrserschliessung Sisikons gestellt. Diese gipfelten 1882  mit der feierlichen Eröffnung der Axenstrecke.
Von Sisikon zweigt eine Nebenstrasse nach Riemenstalden ab, wo Postautos hinfahren. Kursschiffe der Schifffahrtsgesellschaft des Vierwaldstättersees bedienen mehrmals täglich die Stationen Sisikon und Tellsplatte, wo eine Seilbahn auf den Axen fährt.

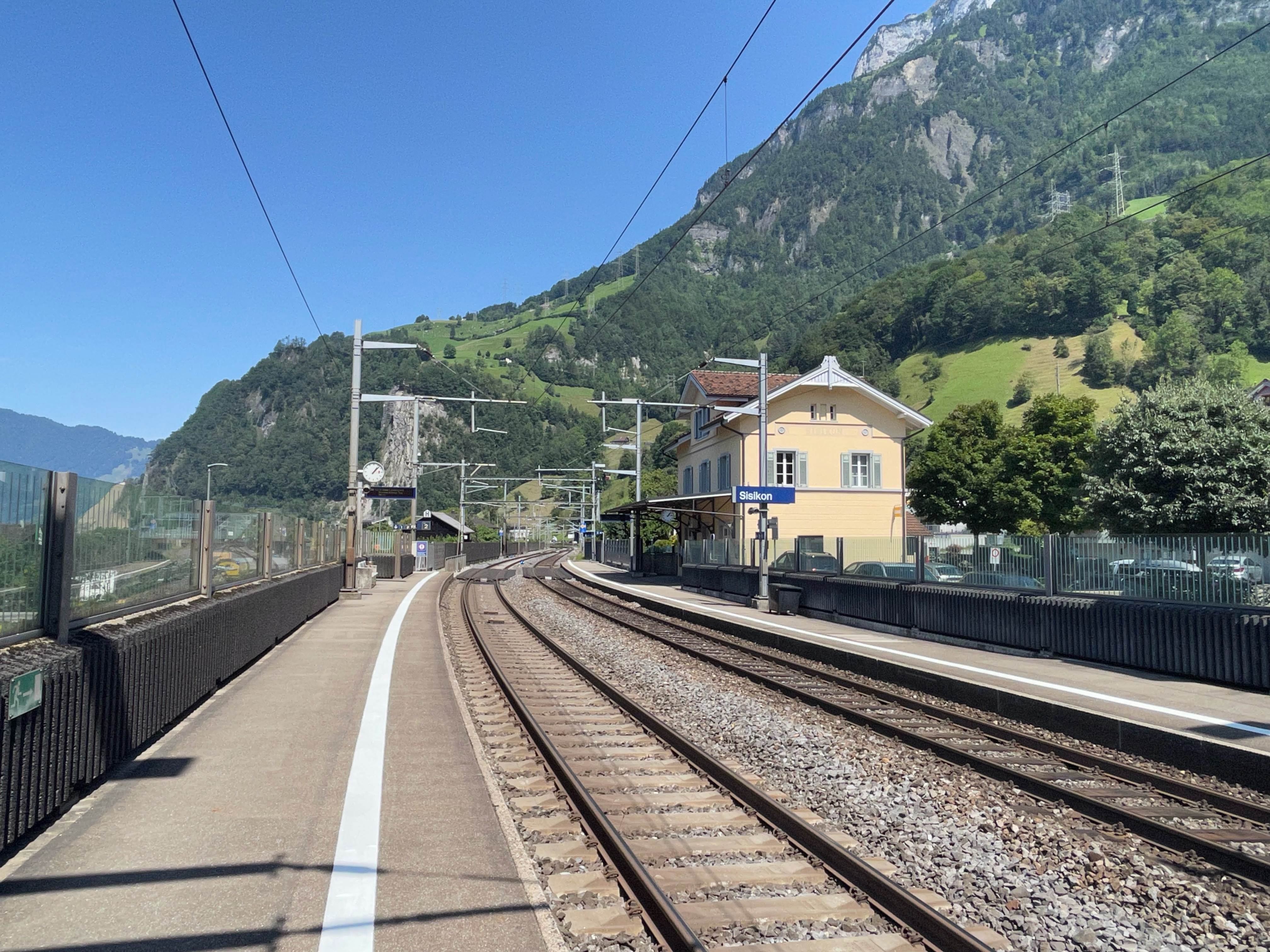
Bahnhof Sisikon
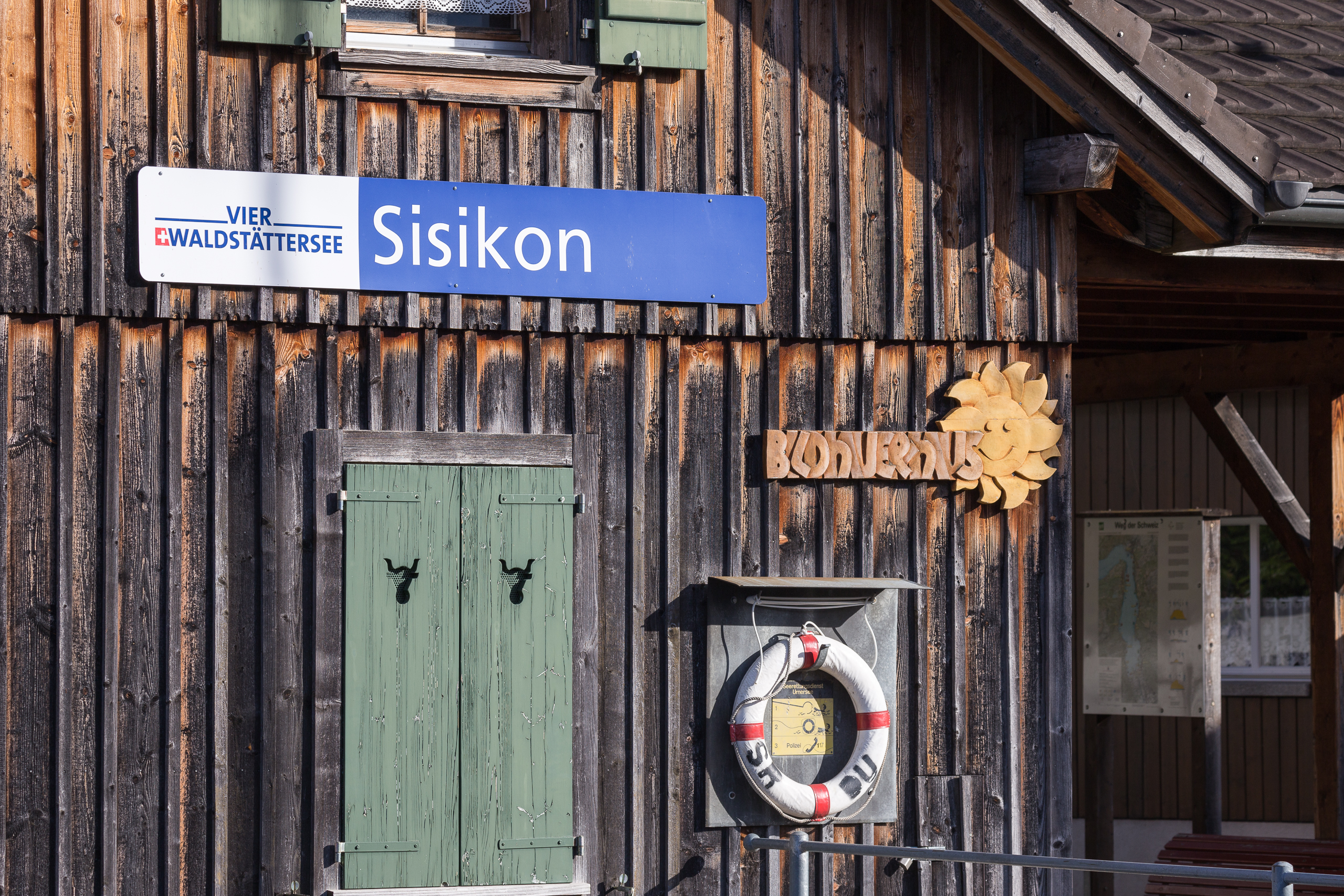
Sisikon Schifflände SGV
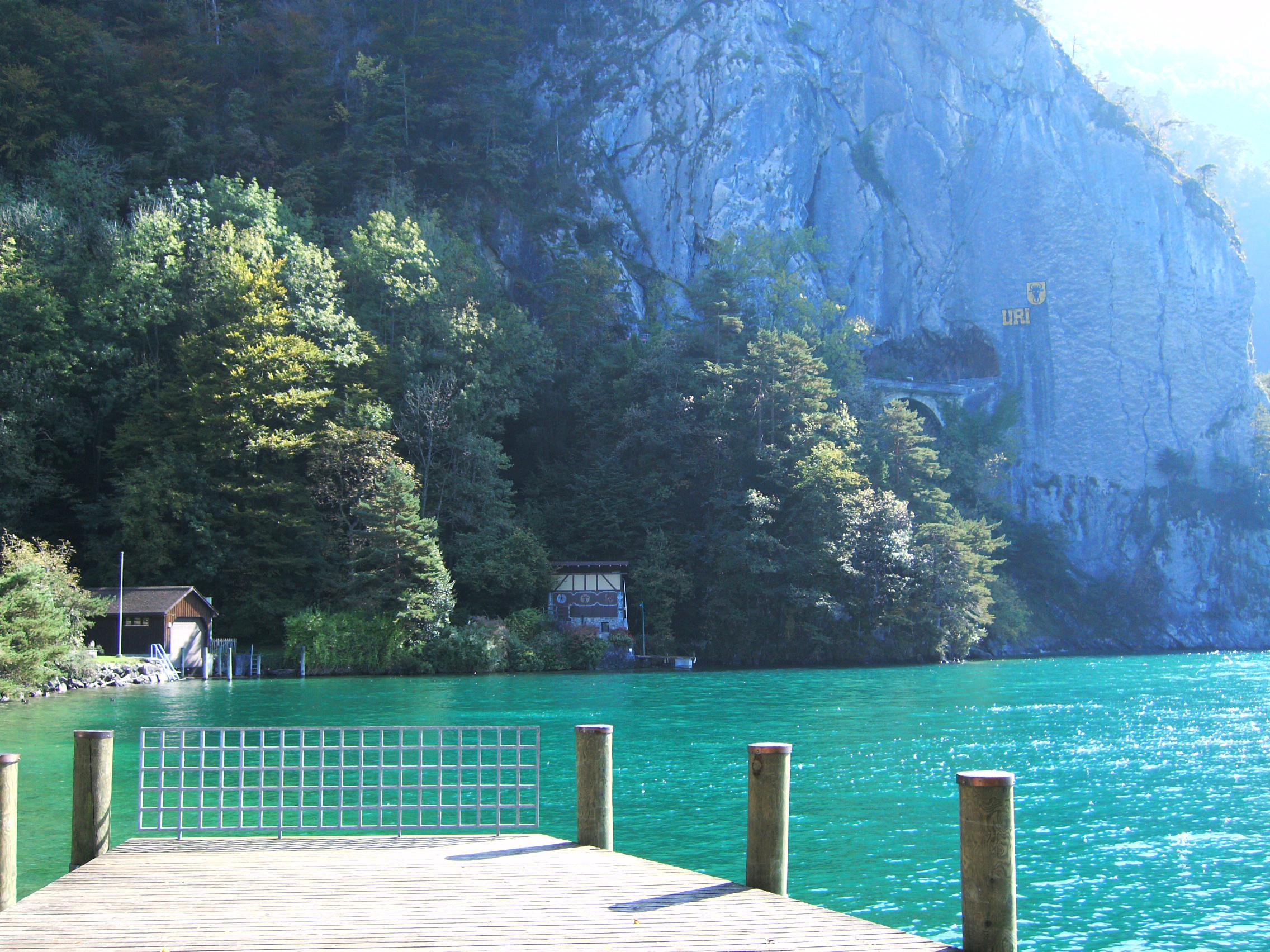
Seeufer bei Sisikon mit Axenstrasse

## Geschichte
Der Name Sisikon ist erstmals in einem Schutzbrief des Stifts Beromünster von 1173 als «ein Gut in Sysinchon» urkundlich verbrieft. Der Name deutet auf alemannische Ansiedler während der frühmittelalterlichen Einwanderungszeit zwischen dem 5. und dem 9. Jahrhundert hin. Der Name ist wohl von «Siso» abgeleitet und bedeutet Hof der Sisinge. Siso könnte die Abkürzung eines Namens wie Sigisbert oder Sigismund sein. Dass viel früher Kelten und Galloromanen zeitweise am Urnersee gewohnt hatten, wird aufgrund von Orts- und Flurnamen für möglich gehalten.
Der durch Sisikon führende Riemenstalderbach führte während Jahrhunderten immer wieder zu Naturkatastrophen. Grosse Felsstürze trafen das Dorf, wie im Jahr 1801, als eine Felswand von 300 Meter Länge und 250 Meter Höhe in den See stürzte und eine gewaltige Flutwelle verursachte, der in Siskon 14 Menschen zum Opfer fielen.

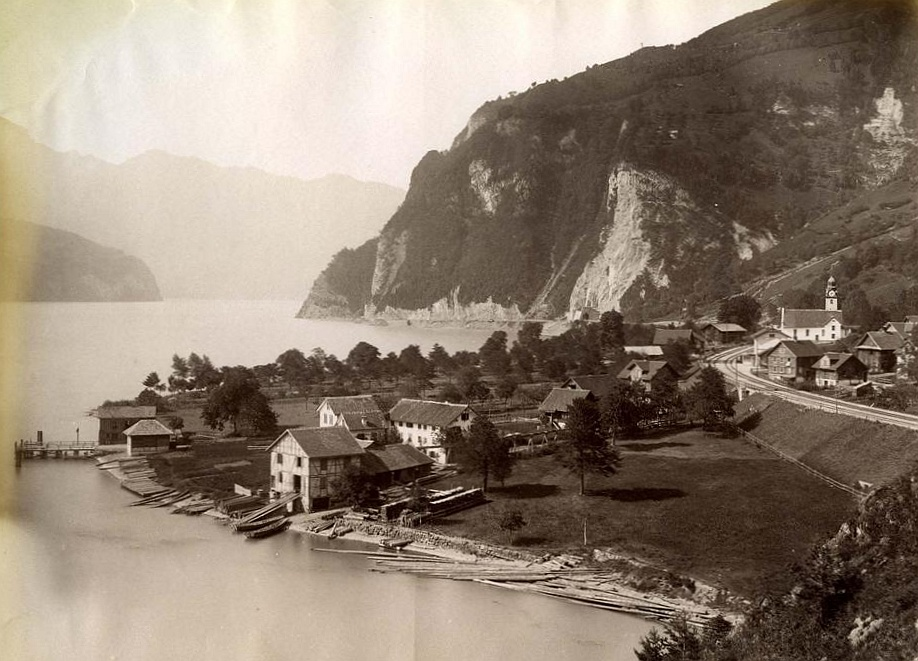
Sisikon, vor 1914
Historisches Luftbild von 1922, aufgenommen aus 100 Metern Höhe von Walter Mittelholzer

## Sehenswürdigkeiten
- Pfarrkirche Hl. Josef
- Auf Sisikoner Gemeindegebiet, drei Kilometer südlich des Dorfes, liegt am Seeufer die Tellskapelle.
- Oberhalb der Kapelle steht seit 2001 das grösste Glockenspiel der Schweiz, das zu jeder vollen Stunde bekannte Volkslieder erklingen lässt.
- Beim nahegelegenen Restaurant Tellsplatte wächst der höchste Affenbrotbaum nördlich der Alpen.

## Ausflüge und Sport
Mit seiner Lage am Weg der Schweiz ist Sisikon ein Ausgangspunkt für Wanderungen um den Urnersee. Weitere Ausflüge führen zu Fuss oder per Tourenski auf die umliegenden Berggipfel. Vom Rophaien aus bietet sich ein spektakulärer Blick auf den Urnersee und die Berge rund um den Urirotstock.
Der Alplersee (auch Alplensee) ist rund 10 Kilometer südöstlich von Sisikon gelegen. Er ist nur zu Fuss erreichbar, entweder von Riemenstalden via Chäppeliberg und Alplen, oder von den Alpen Butzen und Stock.
Sisikon ist unter Windsurfern beliebt, weil hier der Urnersee beste Thermikbedingungen bietet. Fortgeschrittene geniessen bei Föhn oder Bise die Möglichkeit, mit hohem Tempo über den See zu preschen.

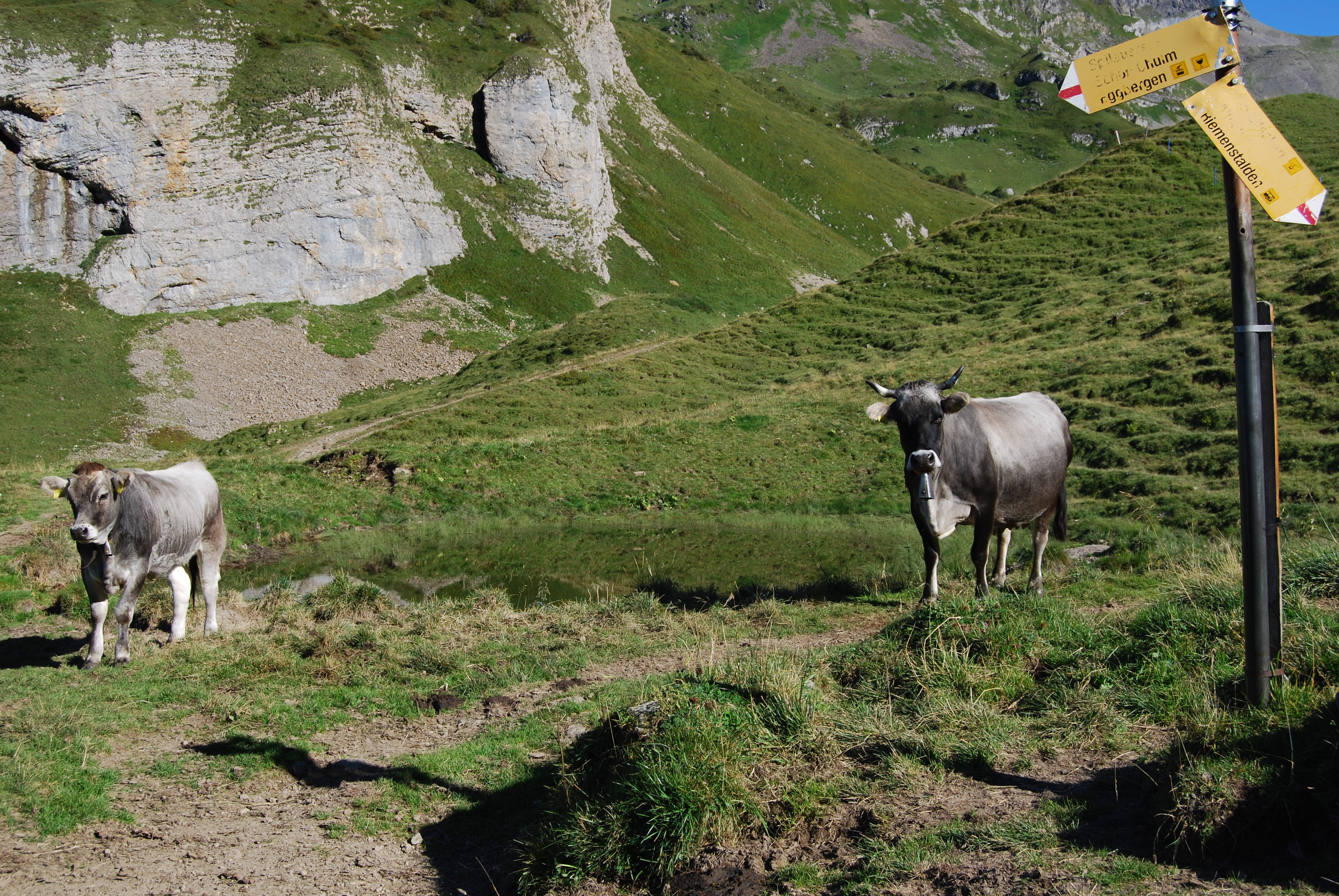
Alp Spilau, oberhalb von Riemenstalden
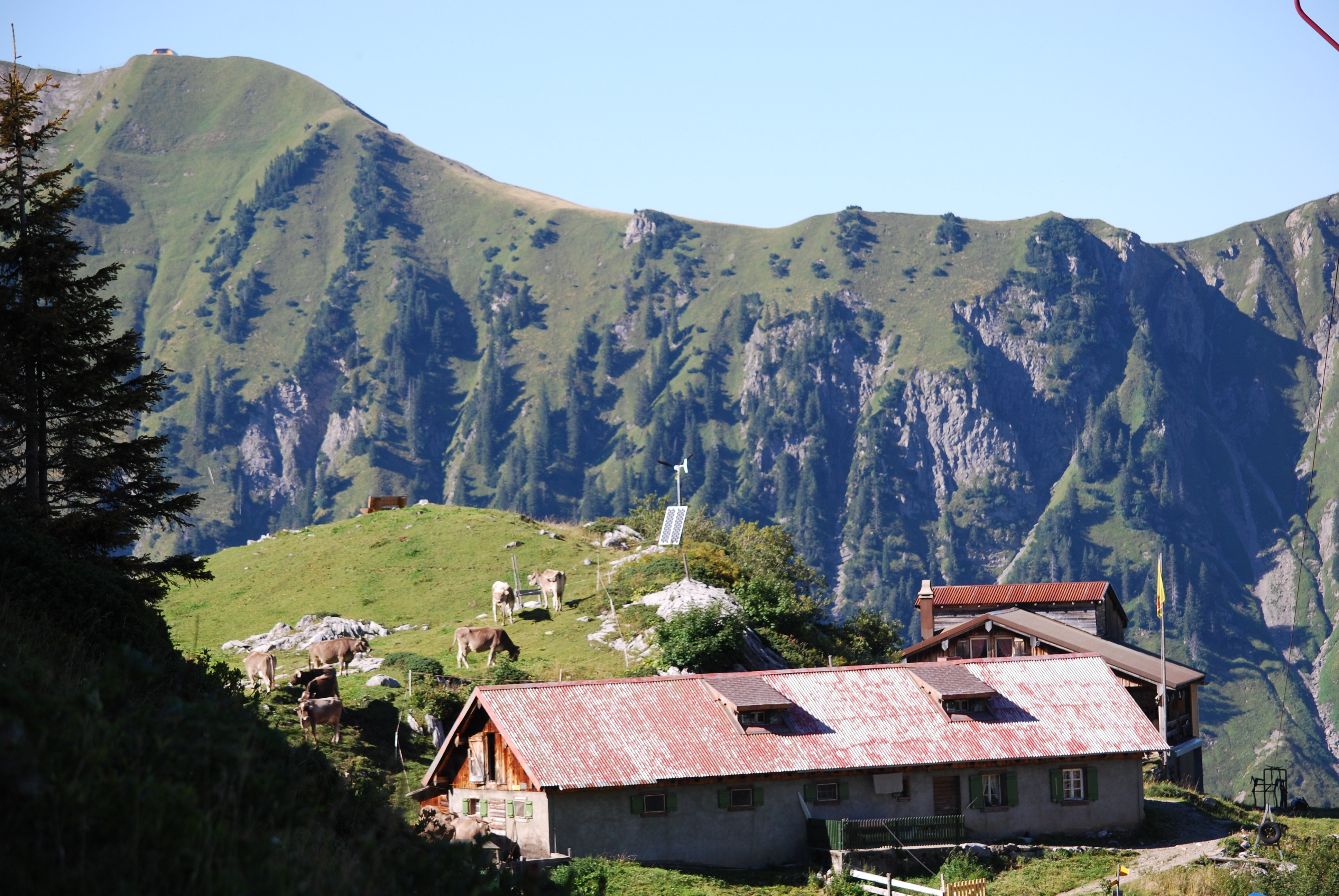
Alp Gitschen, oberhalb von Riemenstalden, mit Bergstation der Seilbahn Chäppeliberg–Spilau, Blick gegen Norden zum Chlingenstock
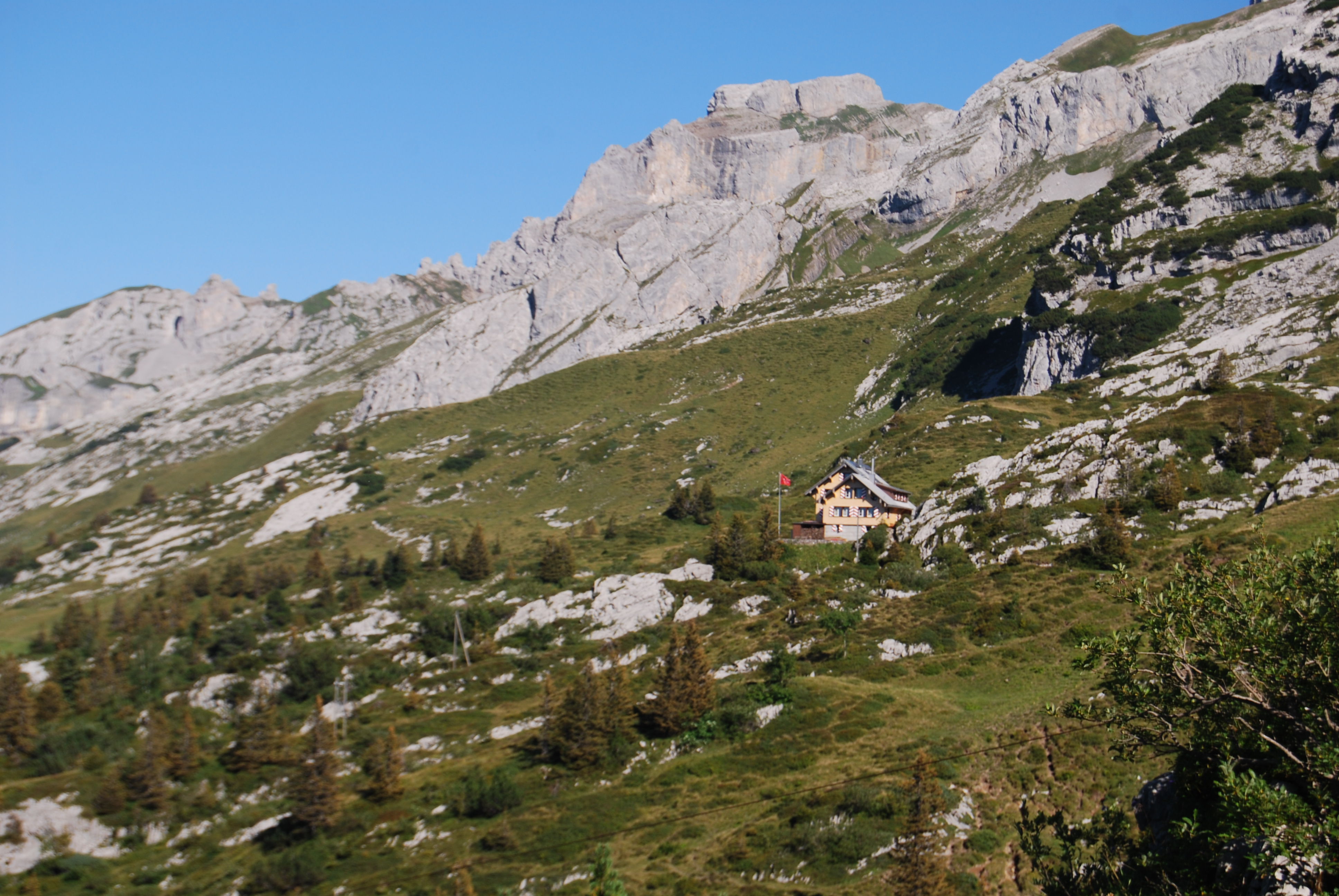
Lidernenhütte (SAC)
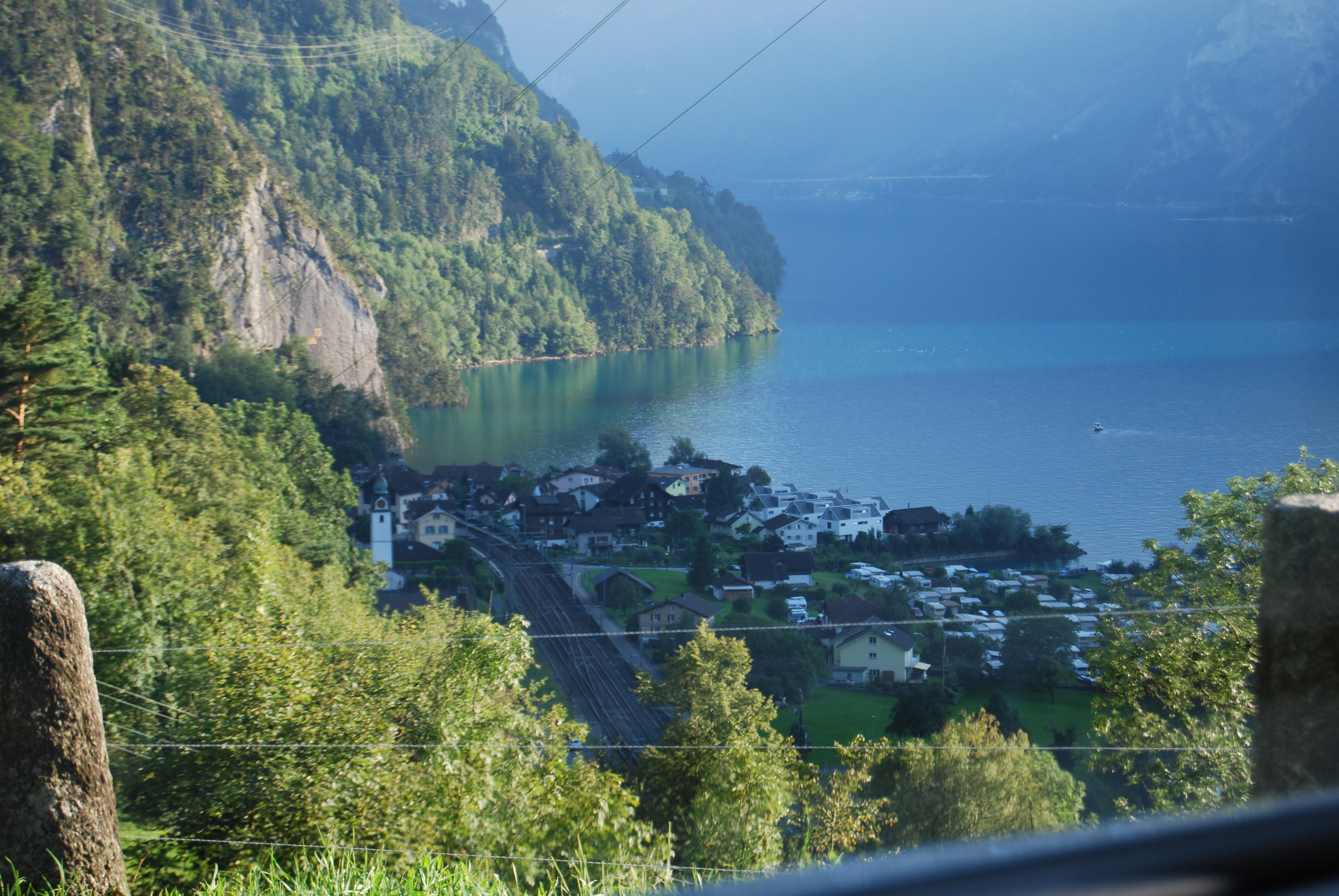
Blick auf Sisikon von der Strasse nach Riemenstalden aus

## Söhne und Töchter des Ortes
- Moritz Kennel (1911–1984), Musiker, Maler, Illustrator und Zeichner